# Rexea solandri
Rexea solandri (Cuvier, 1832) è un pesce osseo marino appartenente alla famiglia Gempylidae.

## Distribuzione e habitat
Endemico dei mari dell'Australia meridionale (eccezionalmente a nord fino al 27º parallelo sud), della Tasmania e della Nuova Zelanda. Demersale sulla piattaforma continentale e sulla scarpata continentale tra 100 e 800 metri di profondità (generalmente tra 300 e 450 metri). Generalmente vivono nei pressi del fondo ma, soprattutto nella parte meridionale dell'areale, possono incontrarsi anche a mezz'acqua o vicino alla superficie. I giovanili sono pelagici.

## Descrizione
R. solandri ha corpo affusolato e leggermente appiattito lateralmente. Il muso è acuto, la mandibola è sporgente. La bocca è ampia e armata di vistosi denti caniniformi di dimensioni ineguali. Due pinne dorsali di altezza simile: la prima è lunga, con 18 (di rado 17) raggi spinosi, la seconda molto più breve con un raggio spiniforme e il resto molli. La pinna anale è uguale e opposta alla seconda dorsale, ha due raggi spinosi, di cui il primo libero. Dietro la seconda dorsale e l'anale sono presenti due pinnule. Pinne pettorali grandi. Pinne ventrali piccole. Pinna caudale biloba. La linea laterale si biforca prima della metà della prima dorsale, il ramo superiore segue il profilo dorsale del corpo e termina all'altezza della seconda pinna dorsale, il ramo inferiore si diparte con una decisa curva verso il basso e poi prosegue più o meno al centro del corpo fino al peduncolo caudale, con una netta ondulazione all'altezza della pinna anale. Gli individui più grandi di 25 cm hanno il corpo coperto di scaglie. Il colore è bluastro sul dorso e argenteo su fianchi e ventre. All'inizio della prima dorsale c'è una macchia nera, il resto della pinna è grigio. Le altre pinne impari sono grigie o arancio.
La taglia massima è di 116 centimetri. Il peso massimo noto è di 16 kg.

## Biologia
Vive fino a 16 anni. Gregario.

### Alimentazione
Si nutre di pesci, cefalopodi e crostacei.

### Riproduzione
Si riproduce nei mesi dell'inverno australe affrontando migrazioni verso le zone riproduttive situate sulla piattaforma continentale.

## Pesca
Questa specie ha avuto una grande importanza per la pesca commerciale australiana e neozelandese fino al 1989 quando gli stock si sono ridotti fortemente per cause ignote. Successivamente l'importanza della specie si è ridimensionata. Viene pescata con reti a strascico. Le carni sono ottime, soprattutto se affumicate. La specie è oggetto di iniziative per la ricostituzione degli stock.